# Laxmi Prasad Devkota
Laxmi Prasad Devkota (लक्ष्मीप्रसाद देवकोटा) (1909-1959) był nepalskim poetą, dramaturgiem, powieściopisarzem i politykiem. Jest uhonorowany jako Mahakavi (Poeta Wielki) w literaturze nepalskiej. Jest uważany za jedną z największych i najbardziej znanych postaci literackich w Nepalu. Niektóre z jego popularnych dzieł to bestsellerowa Muna Madan, oraz Sulochana, Kunjini, Bhikhari i Shakuntala.